# Åmål
Åmål – miasto w Szwecji, siedziba Gminy Åmål w regionie Västra Götaland, historycznym regionie Dalsland. Miasto zostało założone w XVII wieku, prawa miejskie uzyskało w 1643 roku.

## Przypisy

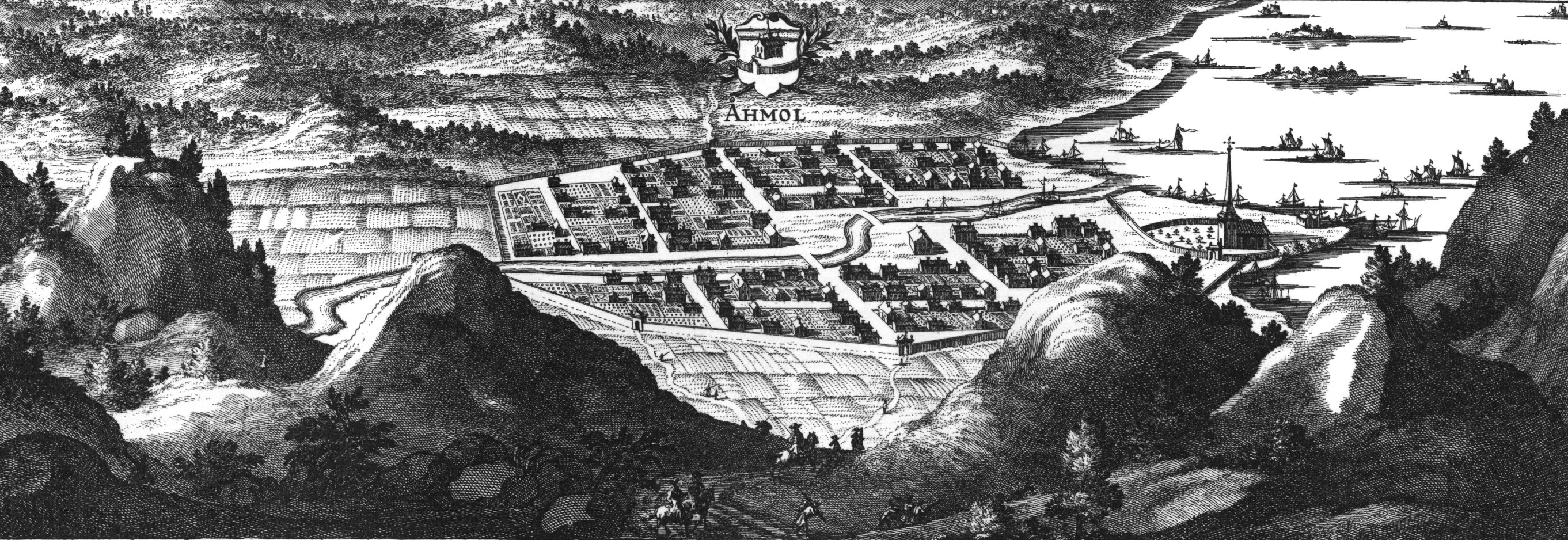
Miasto wg grafiki z Suecia Antiqua et Hodierna z 1708